# Trawienie
Trawienie – złożony proces enzymatycznej hydrolizy wielkocząsteczkowych związków chemicznych w prostsze, w celu ich wchłonięcia i przyswojenia przez organizm. W zdecydowanej większości trawienie jest charakterystyczne dla zwierząt (wyjątkiem są rośliny mięsożerne).

## Sposoby trawienia
W zależności od tego, gdzie i w jaki sposób odbywa się trawienie, proces ten można podzielić na:
- Trawienie zewnątrzkomórkowe (pozakomórkowe) – występuje np. u ssaków (w tym również u człowieka). Proces ten odbywa się w świetle przewodu pokarmowego. Po zhydrolizowaniu złożonych związków chemicznych zawartych w pokarmie do małych cząsteczek, następuje ich wchłanianie. Sposób ten umożliwił przystosowanie się (adaptację) przewodu pokarmowego do trawienia różnego rodzaju pokarmu oraz wyspecjalizowanie się gruczołów trawiennych, wytwarzających określone enzymy trawienne.
  - Trawienie pozajelitowe – szczególny rodzaj trawienia pozakomórkowego, które odbywa się poza ciałem zwierzęcia. Sposób ten występuje u drapieżnych bezkręgowców (np. u pajęczaków). Polega ono na tym, iż zwierzę oblewa ciało zdobyczy sokami trawiennymi (lub wprowadza je do jego wnętrza). Metoda ta pozwala drapieżnikom zjadać ofiary niewiele mniejsze od siebie.
- Trawienie wewnątrzkomórkowe – najstarszy ewolucyjnie i zarazem najprostszy sposób trawienia. Występuje u pierwotniaków, gąbek, a także większości parzydełkowców i płazińców. Proces ten odbywa się w wodniczkach pokarmowych przy udziale enzymów lizosomalnych. Pokarm pobierany jest do komórki na zasadzie endocytozy.
- Trawienie kontaktowe (przyścienne, błonowe) – końcowe trawienie odbywające się przy udziale enzymów mikrokosmków. Powstałe w tym procesie monomery (monosacharydy, aminokwasy, kwasy tłuszczowe i glicerol) są bezpośrednio wchłaniane przez enterocyty.
- Trawienie bakteryjne – rodzaj trawienia, który odbywa się dzięki enzymom wytwarzanym przez symbiotyczne bakterie (np. pałeczka okrężnicy) żyjące w przewodzie pokarmowym zwierząt roślinożernych.

## Trawienie u człowieka
W procesie trawienia zaangażowanych jest wiele mechanizmów i układów (hormonalny, autonomiczny układ nerwowy), które w skoordynowany sposób doprowadzają do rozbicia składników pokarmowych do postaci, która będzie zdolna do wchłaniania w przewodzie pokarmowym. Dzieje się to za sprawą enzymów trawiennych.